# Carl Cloos Schweißtechnik
Carl Cloos Schweißtechnik ist ein hessischer Anbieter von Produkten der Schweißtechnik mit Sitz in Haiger. Das Unternehmen entwickelt und produziert Schweißgeräte für manuelle und automatisierte Anwendungen sowie Systeme zum automatisierten Schweißen und Schneiden.

## Geschichte
Carl Cloos Schweißtechnik wurde 1919 von Carl Cloos in Siegen-Weidenau gegründet und stellte zu Beginn Acetylen-Erzeuger und Autogenschweißbrenner her. Fünf Jahre später wurde der Sitz nach Haiger verlegt. Nach dem Krieg entwickelte das Unternehmen verschiedene schweißtechnische Produkte wie komplette Schweißanlagen und fokussierte sich ab den 1970er Jahren verstärkt auf das Roboterschweißen. Ab dem Jahr 1981 produzierte Carl Cloos Schweißtechnik eigene Industrieroboter und vertrieb diese unter dem Namen „Romat“. Heute werden sowohl Schweißgeräte für den manuellen Betrieb als auch komplette Roboterzellen und -anlagen hergestellt. Seit 2008 vertreibt Cloos seine Schweißstromquellen unter dem Namen Qineo und im Jahr 2010 wurde die Robotertechnik unter dem Namen Qirox auf den Markt gebracht.
Cloos war in seiner Geschichte maßgeblich an der Entwicklung von Schweißverfahren und Schweißtechnik beteiligt. So brachte Cloos 1996 das Tandem-Schweißverfahren, eine Weiterentwicklung des Doppeldrahtschweißens, auf den Markt. Hierbei wird mit zwei Schweißelektroden und zwei eigenständigen und synchronisierten Schweißsystemen gleichzeitig geschweißt.
2019 wurde Cloos von dem chinesischen Konzern Estun Automation für 196 Millionen Euro übernommen.
Im Jahr 2020 beschäftigt Cloos 513 Mitarbeiter. Cloos unterhält 16 Tochtergesellschaften im Ausland sowie 37 Handelspartner in Europa und der Welt.